# Aeroporto di La Rochelle Isola di Ré
L'aeroporto di La Rochelle Isola di Ré (IATA: LRH, ICAO: LFBH), è un aeroporto francese situato a 2 km nord-ovest dal centro della città di La Rochelle, capoluogo del dipartimento della Charente Marittima nella regione della Nuova Aquitania.
La struttura, posta all'altitudine di 23 m sul livello del mare, è dotata di un terminal, una torre di controllo e di una pista con fondo in asfalto lunga 2 250 m e larga 45 m ed orientamento 09/27, dotata di sistemi di assistenza all'atterraggio, tra cui un impianto di illuminazione ad alta intensità (HIRL), l'indicatore di fine pista REIL e l'indicatore visivo di angolo d'approccio PAPI. Presente anche una piazzola eliporto.
L'aeroporto, gestito dalla Chambre de commerce et d'industrie de La Rochelle, la sede della locale Camera di Commercio e dell'Industria francese, effettua attività sia secondo le regole del volo a vista (VFR) che, con limitazioni, del volo strumentale (IFR) ed è aperto al traffico turistico.
L'aeroporto opera sia rotte internazionali sia rotte domestiche, operate dalle compagnie aeree low cost Ryanair e easyJet e da compagnie aeree minori come Chalair, che opera voli domestici con l'aeroporto di Poitiers. L'aeroporto opera rotte anche co jet privati. Tra le rotte più importanti citiamo: La Rochelle-Londra Stansted; La Rochelle-Dublino; La Rochelle-Marsiglia.

## Statistiche
|                                     | Passeggeri | Differenza | Movimenti |
| ----------------------------------- | ---------- | ---------- | --------- |
| 2002                                | 91 854     | +19,8%     | 35 271    |
| 2003                                | 93 802     | +2,1%      | --        |
| 2004                                | 100 404    | +7.0%      | 33 432    |
| 2005                                | 127 563    | +27,0%     | 26 573    |
| 2006                                | 180 980    | +41,9%     | 32 689    |
| 2007                                | 220 577    | +21,9%     | 32 974    |
| 2008                                | 215 145    | -2,5%      | 33 212    |
| 2009                                | 168 969    | -21,5%     | 30 145    |
| 2010                                | 191 599    | +13,4%     | 29 736    |
| 2011                                | 228 848    | +19,6%     | 29 679    |
| Fonte: Union des aéroports Français |            |            |           |